# Стадион Макмэхон
Стадион Макмэхон (англ. McMahon Stadium) — стадион в канадском городе Калгари. Является домашней ареной команды Канадской футбольной лиги «Калгари Стампидерс». Был построен в 1960 году между центром города и Университетом Калгари, вмещает 35 650 зрителей; Тэд Хеллард, президент команды, предлагал дополнительное снижение вместимости на 4200 сиденья, чтобы поместить номера-люксы. Стадион имеет искусственное покрытие, это связано с климатичесими условиями. На стадионе проходили церемонии открытия и закрытия XV зимних Олимпийских игр в 1988 году.
Стадион расположен на небольшом расстоянии от двух станций метрополитена Калгари. В дни матчей парковка машин у стадиона затруднена.
Стадион назван в честь братьев Фрэнка и Джорджа Макмэхонов, которые пожертвовали 300 тыс. канадских долларов университету и городу Калгари, что позволило завершить строительство стадиона.